# Aquem
Aquem è una suddivisione dell'India, classificata come census town, di 4.985 abitanti, situata nel distretto di Goa Sud, nello territorio federato di Goa. In base al numero di abitanti la città rientra nella classe VI (meno di 5.000 persone).

## Geografia fisica
La città è situata a 15° 15' 36 N e 73° 58' 55 E.

## Società

### Evoluzione demografica
Al censimento del 2001 la popolazione di Aquem assommava a 4.985 persone, delle quali 2.524 maschi e 2.461 femmine. I bambini di età inferiore o uguale ai sei anni assommavano a 639, dei quali 328 maschi e 311 femmine. Infine, coloro che erano in grado di saper almeno leggere e scrivere erano 3.491, dei quali 1.925 maschi e 1.566 femmine.